# Euodynerus khuzestanicus
Euodynerus khuzestanicus är en stekelart som beskrevs av Giordani Soika 1970. Euodynerus khuzestanicus ingår i släktet kamgetingar, och familjen Eumenidae. Inga underarter finns listade i Catalogue of Life.